# Момбаркаро
Момбарка̀ро (на италиански: Mombarcaro; на пиемонтски: Mombarché, Момбарке) е село и община в Северна Италия, провинция Кунео, регион Пиемонт. Разположено е на 896 m надморска височина. Населението на общината е 281 души (към 2010 г.).